# Уильямс, Шаквала
Шаквала Уильямс (англ. Shaquala Williams; род. 14 апреля 1980 года, Портленд, штат Орегон, США) — американская профессиональная баскетболистка, выступавшая в женской национальной баскетбольной ассоциации. Была выбрана на драфте ВНБА 2003 года в третьем раунде под общим тридцатым номером клубом «Лос-Анджелес Спаркс». Играла на позиции разыгрывающего защитника. По окончании спортивной карьеры вошла в тренерский штаб команды NCAA «Сакраменто Стэйт Хорнетс». В последнее время работала ассистентом главного тренера команды «Сиэтл Шторм».

## Ранние годы
Шаквала Уильямс родилась 14 апреля 1980 года в городе Портленд (штат Орегон), а училась она немного восточнее в городке Траутдейл в средней школе Рейнольдс, в которой выступала за местную баскетбольную команду.